# Ope legis
La locuzione latina ope legis (letteralmente, «in forza della legge») è un'espressione in uso nel lessico giuridico. Essa fa riferimento alle ipotesi in cui un dato effetto giuridico si produce automaticamente, indipendentemente dalla manifestazione di volontà di qualsiasi soggetto, per il solo fatto che si verifica la situazione prevista da una disposizione di legge.
Qualora tale ipotesi si riferisca a casi di applicazione diretta di una norma costituzionale, può essere usata la locuzione ope constitutionis (ossia «in virtù della costituzione»).

## Etimologia
La locuzione deriva dal sostantivo ops, opis (mezzo, forza, potere) e da lex, legis (legge).

## Uso nel lessico giuridico
Nei testi normativi, solitamente, quando il Legislatore prevede un tale effetto, s'incontra la locuzione "di diritto". Ad esempio, l'art. 1454 c.c. disciplina l'istituto della "Diffida ad adempiere" stabilendo che "Alla parte inadempiente l'altra può intimare per iscritto di adempiere in un congruo termine, con dichiarazione che, decorso inutilmente detto termine, il contratto s'intenderà senz'altro risoluto" (primo comma). Il terzo comma prevede che "Decorso il termine senza che il contratto sia stato adempiuto, questo è risoluto di diritto". Ciò significa che, una volta decorso inutilmente il termine entro il quale è stato intimato l'adempimento di un contratto, questo si risolverà automaticamente, ossia ope legis.
Sul piano processuale, la domanda volta ad accertare il verificarsi di una modificazione della realtà giuridica prodottasi "ope legis", va qualificata come domanda di cosiddetto mero accertamento e l'eventuale sentenza di accoglimento avrà contenuto dichiarativo e non costitutivo, poiché si limiterà ad accertare il verificarsi di un effetto giuridico già prodottosi.
In medicina legale ed in medicina del lavoro si ritengono ope legis gli assunti al lavoro tramite i benefici concessi dalla legge del 12 marzo 1999, n. 68.
Si può considerare ope legis anche l'assunzione dei poteri di Capo provvisorio dello Stato da parte di Alcide De Gasperi ai sensi dell'art. 2 terzo comma del decreto legislativo luogotenenziale 98/1946. Infatti, il Governò decretò l'assunzione di tali prerogative da parte di De Gasperi ai sensi di una legge precedente. 